# Mont Yake
El mont Yake (en japonès 焼 岳, Yake-dake, literalment "Muntanya ardent") és un volcà actiu de 2.455 msnm de les muntanyes Hida, situat entre Matsumoto, a la prefectura de Nagano, i Takayama, a la prefectura de Gifu, el Japó.

## Geografia
El mont Yake és el més actiu de tots els volcans que hi ha a les muntanyes Hida. Els seus dos cims principals són els cims nord i sud, però els visitants només poden ascendir al pic nord, ja que el pic sud és actualment una zona restringida. Entre els dos cims hi ha un llac de cràter de 300 metres de diàmetre.
La lava d'alta viscositat que flueix de les zones superiors del mont Yake ha provocat l'acumulació d'un dom de lava al cim.
La calor del volcà produeix molts onsen a la zona circumdant.

## Erupcions
El mont Yake es començà a formar fa uns 15.000 anys i, en les primeres etapes de la seva activitat, els corrents de lava i fluxos piroclàstics es van escampar prop de Kuroya. L'última erupció de magma es va produir fa uns 2.300 anys.
El 1911 es van registrar 22 erupcions menors. El 1915, però, durant el període Taishō, hi va haver una erupció important. El flux de la lava va bloquejar el riu Azusa, cosa que va provocar que el riu formés un llac anomenat Taishō. El riu Azusa torna a fluir avui, però el llac encara es manté.
El 1962 va tenir lloc una erupció que va matar dues persones allotjades en una petita cabana a prop de la boca del volcà.
El 1995 s'estava construint un túnel al vessant de la muntanya de la prefectura de Nagano, a través del mont Akandana, que es creia formava part del mont Yake. A les 14:25 de l'11 de febrer els treballadors es van trobar amb gasos volcànics, que foren seguits ràpidament per una erupció freàtica del mont Yake que va provocar la mort de quatre persones. Posteriors exploracions han demostrat que el mont Akandana és un volcà independent.
Encara hi ha una fumarola activa a prop del cim.